# Ricky Warwick

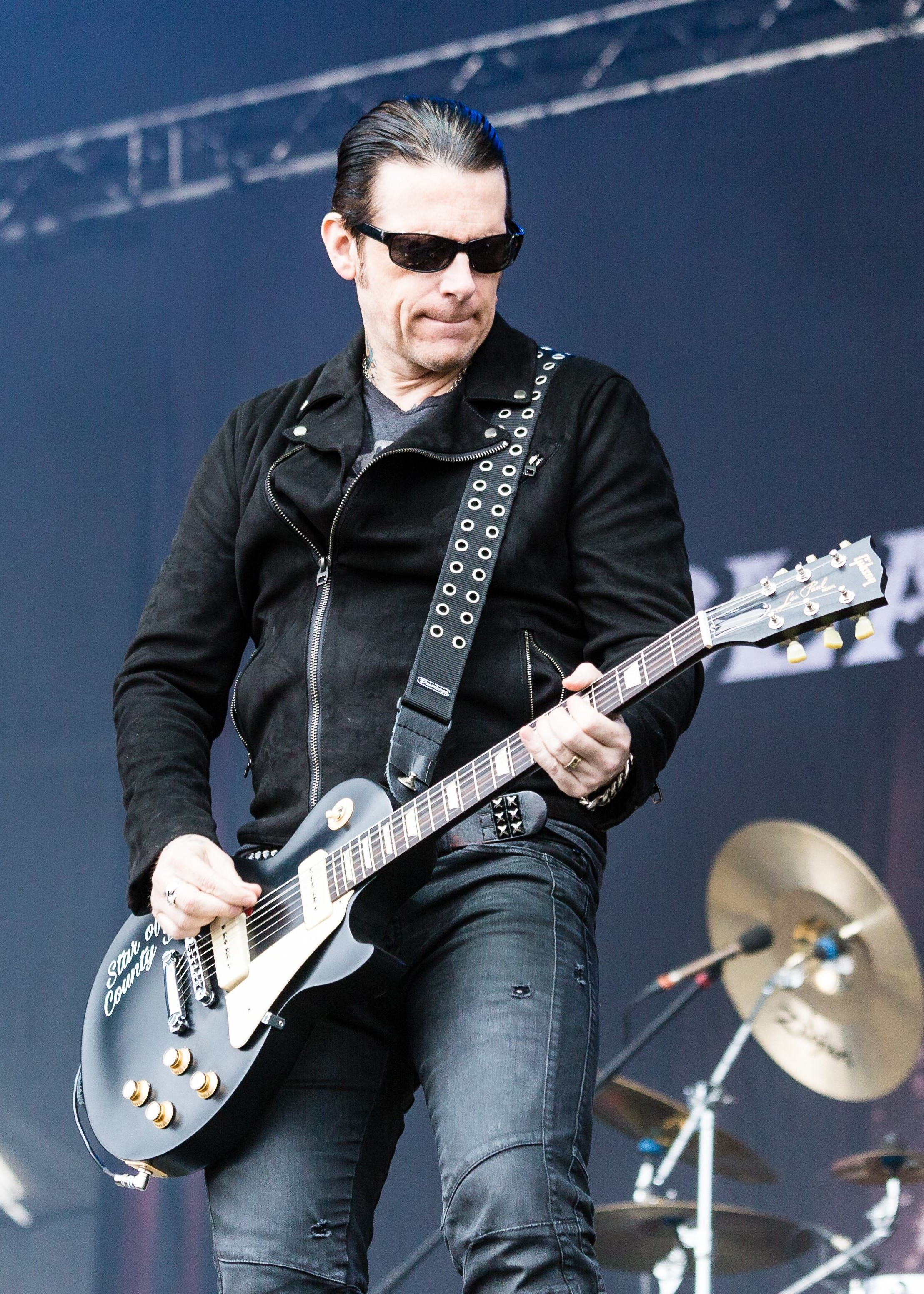
Ricky Warwick, 2017

Ricky Warwick (* 11. Juli 1966 in Newtownards, County Down, Nordirland) ist ein britischer Rock-Sänger und -Gitarrist, der vor allem als Frontmann der Band The Almighty bekannt wurde. In jüngster Zeit wurde er Sänger von Thin Lizzy bzw. deren Nachfolgeband Black Star Riders.

## Leben
Warwick trat zunächst als Rhythmusgitarrist von New Model Army in Erscheinung. 1987/88 gründete er The Almighty.
In den 1990er Jahren war Warwick mit der MTV-Moderatorin Vanessa Warwick verheiratet. Inzwischen ist das Paar geschieden.
Anfang 2006 war er u. a. mit Billy Duffy in der Band Circus Diablo aktiv und trat mit dieser beim Ozzfest auf. Inzwischen veröffentlichte Warwick auch mehrere Soloalben und tourte dafür u. a. mit Therapy?. Zudem war er als Support von Bob Dylan, Keith Caputo und Sheryl Crow auf Tournee.

## Diskografie solo
- Tattoos & Alibis (2003)
- Love Many Trust Few (2005)
- Belfast Confetti (2009)
- Hearts on Trees (2014)
- When Patsy Cline Was Crazy (And Guy Mitchell Sang the Blues) (2014)
- Stairwell Troubadour (2015)
- When Patsy Cline Was Crazy (And Guy Mitchell Sang the Blues) / Hearts on Trees (Doppelalbum, 2016)
- When Life Was Hard and Fast (2021)
- Bloody Ties (2025)